# 吉沢悠
吉沢 悠（よしざわ ひさし、1978年8月30日 - ）は、日本の俳優。旧芸名：吉沢悠（よしざわ ゆう）。東京都杉並区出身。ワタナベエンターテインメントを経て、テンカラット所属。

## 略歴
私立錦城高等学校卒業。1997年、夢カラオケオーディションに優勝賞品のハワイ旅行目的で出場。GLAYの「Together」を歌って準グランプリを受賞し、吉沢悠（よしざわ ゆう）の芸名で芸能界デビュー。
2005年4月、それまで所属していたワタナベエンターテインメントを離脱し、芸能活動を休止。ニューヨークに語学留学のため渡米する。留学先でミュージカルを観て、「どうして自分はあっち側（演じる側）にいないのだろう、戻りたい」と渡米から半年後に帰国。2006年6月、テンカラットへ芸能事務所を移籍。芸名を本名の読みにし、吉沢悠（よしざわ ひさし）として活動再開する。
2013年3月3日、モデルで女優の桐山マキと結婚。

## 出演

### テレビドラマ
- 青の時代（1998年7月 - 9月、TBS） - 木村マサシ 役
- ママチャリ刑事（1999年1月 - 3月、TBS） - 桜木刑事 役
- セミダブル（1999年4月 - 6月、フジテレビ） - 風間丈二 役
- to Heart 〜恋して死にたい〜（1999年7月 - 9月、TBS） - 沢木亮介 役
- チープラブ（1999年10月 - 12月、TBS） - 加賀谷良 役
- バスストップ（2000年7月 - 9月、フジテレビ） - 小谷文也 役
- 双方向冒険活劇 トレジャー!（2000年12月、BS−i） - 若林賢太 役
- 女子アナ。（2001年1月 - 3月、フジテレビ） - 倉本友也 役
- 白い影 -Love and Life in the White-（2001年1月 - 3月、TBS） - 戸田次郎 役
- 新・星の金貨（2001年4月 - 6月、日本テレビ） - 岩瀬真 役
- 早乙女タイフーン（2001年7月 - 9月、テレビ朝日） - 和久津嵐士 役
- 最後の家族（2001年10月 - 12月、テレビ朝日） - 内山秀樹 役
- 恋するトップレディ（2002年1月 - 3月、関西テレビ） - 風間祐介 役
- プリティガール（2002年1月 - 3月、TBS） - 古武家太郎 役
- 恋セヨ乙女（2002年7 - 8月、NHK総合） - 萩原隆史 役
- 父さんの夏祭り（2002年8月17日、日本テレビ） - 俊也 役
- アルジャーノンに花束を（2002年10 - 12月、関西テレビ） - 高岡晴彦 役
- ママの遺伝子（2002年10 - 12月、TBS） - 藤木浩介 役
- 動物のお医者さん（2003年4 - 6月、テレビ朝日） - 主演・西根公輝 役
- ハコイリムスメ!（2003年10 - 12月、関西テレビ） - 高村徹朗 役
- VICTORY!〜フットガールズの青春〜（2003年11月22日、フジテレビ） - 花山時雄 役
- エースをねらえ!（2004年1 - 3月、テレビ朝日） - 藤堂貴之 役
- ほんとにあった怖い話（2004年9月7日、フジテレビ） - 主演・英明 役
- サンタが降りた滑走路（2004年12月24日、NHK総合） - 主演・高宮聡 役
- 土曜ワイド劇場「警視庁捜査一課強行犯七係」（2005年2月12日、テレビ朝日） - 椿丈太郎 役
- 恋愛内科25時（2005年6月1日、TBS） - 主演・榊青太郎 役
- ディロン〜クリスマスの約束〜（2006年12月13日、NHK総合） - 竹内櫂 役
- 大奥スペシャル〜もうひとつの物語〜（2006年12月29日、フジテレビ） - 伸吉 役
- 山田太郎ものがたり（2007年7 - 9月、TBS） - 永原眞実 役
- 働きマン（2007年10 - 12月、日本テレビ） - 山城新二 役
- 4姉妹探偵団（2008年1 - 3月、ABC・テレビ朝日） - 国友靖之 役
- ありがとう、オカン（2008年10月7日、関西テレビ） - 駒沢弘明 役（特別出演）
- ブラッディ・マンデイ（2008年10 - 12月、TBS） - 霧島悟郎 役
- スマイル 第2 - 5話（2009年4 - 6月、TBS） - 相模陽太郎 役
- 風に舞いあがるビニールシート（2009年5 - 7月、NHK総合） - 寺島真治 役
- JIN-仁- 第8話（2009年11月29日	、TBS） - 澤村田之助 役
- ブラッディ・マンデイ シーズン2（2010年1 - 3月、TBS） - 霧島悟郎 役
- GM〜踊れドクター（2010年7月 - 9月、TBS） - 後田淳 役
- JIN-仁- 完結編 第2話・第5話（2011年4月24日・5月15日、TBS） - 澤村田之助 役
- 南極大陸（2011年10 - 12月、TBS） - 横峰新吉 役
- 大河ドラマ（NHK総合）
  - 平清盛（2012年1 - 12月） - 藤原成親 役
  - べらぼう〜蔦重栄華乃夢噺〜（2025年2月 - ） - 松本秀持 役[2]
- ドラマW 向田邦子 イノセント 第3話（2012年4月7日、WOWOW） - 波多野 役
- ダブルトーン 〜2人のユミ〜（2013年6 - 8月、NHK BSプレミアム） - 田村洋平 役
- ハードナッツ! 〜数学girlの恋する事件簿〜 第6話（2013年11月24日、NHK BSプレミアム） - 貴島道夫 役
- 明日、ママがいない 第7 - 9話（2014年1月 - 3月、日本テレビ） - 朝倉亮 役
- 連続ドラマW トクソウ（2014年5月 - 6月、WOWOW） - 佐々野靖之 役
- 女はそれを許さない（2014年10 - 12月、TBS） - 工藤誠司 役
- ドラマ10 全力離婚相談 第1話（2015年1月6日、NHK総合） - 郷原直樹 役
- REPLAY & DESTROY 第1話・最終話（2015年4月27日・6月15日、MBS / 4月29日・6月17日、TBS） - 尾崎刑事 役
- 紅雲町珈琲屋こよみ（2015年4月29日、NHK総合）[3] - 寺田 役
- 2夜連続スペシャルドラマ レッドクロス〜女たちの赤紙〜（2015年8月1日・2日、TBS） - 溝口少佐 役
- コウノドリ 第9話（2015年12月11日、TBS） - 小泉大介 役
- プレミアムドラマ 鴨川食堂（2016年1月 - 2月、NHK BSプレミアム） - 福村浩 役
- ワカコ酒 season2 第4夜（2016年1月30日、BSジャパン） - 店員 山田 役
- 99.9-刑事専門弁護士- 第6話（2016年5月22日、TBS） - 板橋卓二 役
- 戦艦武蔵（2016年8月6日、NHK BSプレミアム） - 真中俊之 役
- 花嵐の剣士 〜幕末を生きた女剣士・中沢琴〜（2017年1月14日、NHK BSプレミアム） - 吉村源五郎 役
- 稲垣家の喪主（2017年3月18日、WOWOW） - 松村洋平 役
- 特命刑事 カクホの女（2018年1月19日 - 3月9日、テレビ東京） - 村山修二 役
- 連続ドラマW 不発弾〜ブラックマネーを操る男〜 （2018年6月10日 - 7月15日、WOWOW） - 杉本匠 役
- 満願 第2夜「夜警」（2018年8月15日、NHK総合） - 川藤隆博 役
- ミストレス〜女たちの秘密〜（2019年4月19日 - 6月21日、NHK総合） - 野口俊哉 役
- 半沢直樹II・エピソードゼロ～狙われた半沢直樹のパスワード～（2020年1月3日、TBS） - 若本健人 役
- 病室で念仏を唱えないでください 第6話（2020年2月21日、TBS） - 和田洋平 役
- ファーストラヴ（2020年2月22日、NHK BSプレミアム） - 真壁我聞 役
- 伴走者（2020年3月15日、BS-TBS） - 主演・淡島祐一 役[4]
- 銀座黒猫物語 第1話 煉瓦亭編（2020年7月17日、関西テレビ） - 西野健太郎 役
- 私たちはどうかしている 第5話 - 最終話（2020年9月9日 - 9月30日、日本テレビ） - 溝口真之助 役[5]
- 猫（2020年11月14日 - 12月19日、テレビ東京） - ナオト 役
- 連続ドラマW トッカイ〜不良債権特別回収部〜（2021年1月17日 - 4月4日、WOWOW） - 西岡淳二 役
- ラブコメの掟〜こじらせ女子と年下男子〜（2021年4月8日 - 6月24日、テレビ東京） - 間宮賢治 役
- 准教授・高槻彰良の推察（東海テレビ×WOWOW共同製作） - 佐々倉健司 役[6]
  - Season1（2021年8月7日 - 9月25日、東海テレビ・フジテレビ系）
  - Season2（2021年10月10日 - 11月28日、WOWOWプライム）
- 月曜プレミア8 横山秀夫サスペンス「第三の時効」（2021年11月29日、テレビ東京） - 森隆弘 役
- 私のエレガンス（2022年4月2日 - 5月7日、BSテレ東） - 綾小路眞一 役[7]
- インビジブル 第6話（2022年5月20日、TBS） - 樫谷健治 役[8]
- スターチャンネル オリジナルドラマプロジェクト「5つの歌詩（うた）」EPISODE 04『何度でも』（2022年8月18日 スターチャンネルEX、9月24日 BS10スターチャンネル） - 福浜清一 役
- 競争の番人 第4話（2022年8月1日・8日、フジテレビ） - 丸川俊春 役
- 大川と小川の時短捜査（2022年9月12日、テレビ東京） - 前田崇 役
- Sister（2022年10月20日 - 12月22日、読売テレビ） - 三好洋介 役[9]
- イチケイのカラス スペシャル（2023年1月14日、フジテレビ） - 丹羽昭久 役[10]
- 連続ドラマW ギバーテイカー（2023年1月22日 - 2月19日、WOWOW） - 小野塚優一 役[11]
- ドラマ10 大奥 第5話（2023年2月7日、NHK総合）- 牧野邦久（阿久理） 役[12]
- 悪女について（2023年3月13日、NHK BS4K） - 吉田翔吾 役[13]
- 夫婦が壊れるとき（2023年4月8日 - 7月1日、日本テレビ） - 真壁昂太 役[14]
- 週末旅の極意〜夫婦ってそんな簡単じゃないもの〜（2023年7月6日 - 8月24日、テレビ東京） - 矢吹仁 役[15]
- 泥濘の食卓（2023年10月21日 - 12月16日、テレビ朝日） - 那須川夏生 役[16]
- 放課後カルテ（2024年10月12日 - 12月21日、日本テレビ） - 咲間大地 役[17]

### 映画
- クロスファイア（2000年） - 木戸浩一 役
- 星に願いを。（2003年） - 主演・天見笙吾 役
- Believer（2004年） - 主演・田中英治 役
- 着信アリ2（2005年） - 桜井尚人 役
- 夕凪の街 桜の国（2007年） - 打越豊 役
- 逃亡くそたわけ（2007年） - 主演・なごやん 役
- てぃだかんかん〜海とサンゴと小さな奇跡〜（2010年） - 佐加伊保 役
- 孤高のメス（2010年） - 青木隆三 役
- 森崎書店の日々（2010年） - 森崎書店の客 役
- 種まく旅人〜みのりの茶〜（2012年） - 木村卓司 役
- 道〜白磁の人〜（2012年） - 主演・浅川巧 役
- さよならドビュッシー（2013年） - 新条先生 役
- アイアムアヒーロー（2016年） - 伊浦 役
- 種まく旅人〜夢のつぎ木〜（2016年） - 森川卓治 役
- ちょき（2016年） - 主演・波多野直人 役[18]
- トマトのしずく （2017年） - 椿山真 役[19]
- サクラダリセット 前篇 / 後篇（2017年） - 津島信太郎 役
- ブルーハーツが聴こえる 「ハンマー（48億のブルース）」（2017年）
- エキストランド（2017年） - 主演・映画プロデューサー 役[20]
- BRAVE STORM ブレイブストーム（2017年） - 紅健一郎 役
- マンハント（2018年） - 犯人B 役
- 生きる街（2018年） - 野田隆 役
- 世界でいちばん長い写真（2018年） - 宮本賢一 役
- ライフ・オン・ザ・ロングボード 2nd Wave（2019年） - 主演・梅原光太郎 役
- 189（2021年12月） - 増田勝一 役
- 幻の蛍（2022年7月） - 有⽥和樹 役[21]
- 桜色の風が咲く（2022年11月4日） - 福島正美 役[22]
- 十一人の賊軍（2024年11月1日） - 寺田惣次郎 役[23][24]
- ネムルバカ（2025年3月20日） - 粳間 役[25][26]

### 舞台
- LOVE LETTERS（2002年,朗読劇）
- ハンブン東京（2007年11月）
- 幕末純情伝（2008年8月）
- オーデュボンの祈り（2011年9月）
- ユーミン×帝劇 vol.1『8月31日〜夏休み最後の日〜』（2012年10月）
- 助太刀屋助六 外伝（2012年12月）
- 遠い夏のゴッホ （2013年2月 - 3月） - ホセ 役
- 宝塚BOYS（2013年7月）
- アヒルと鴨のコインロッカー（2014年1月）
- きりきり舞い（2014年4月）
- TAKE FIVE（2015年5月）
- 華氏451度 (2018年9月横浜、10月とよはし、11月神戸） - 主演：ガイ・モンターグ 役
- TEAM NACS SOLO PROJECT 戸次重幸「MONSTER MATES」(2019年2月東京、福岡、札幌、3月大阪） - 謎の男・Q 役
- 恋を読む『逃げるは恥だが役に立つ』（2019年、ヒューリックホール東京・名古屋市芸術創造センター） - 津崎平匡 役
- ハリー・ポッターと呪いの子（2024年7月 - 10月、TBS赤坂ACTシアター） - 主演・ハリー・ポッター 役[27]

### WEBドラマ
- しろときいろ 〜ハワイと私のパンケーキ物話〜（2018年2月23日 - 4月3日、Amazonプライム・ビデオ） - 高松幸助 役
- 君と世界が終わる日に Season2（2021年3月 - 、Hulu） - 野呂翔平 役[28]
- 愛してるって、言いたい（2024年3月15日 - 5月10日、FOD） - 沢田真和 役[29]

### ドキュメンタリー
- 挑戦!オーストラリア縦断3000キロ 世界最高峰ソーラーカーレース　完全密着ドキュメント（2014年1月19日、テレビ朝日）
- 音で怪獣を描いた男〜ゴジラVS伊福部昭〜（2014年7月6日、NHK BSプレミアム） - 再現ドラマ

### CM
- NTT DoCoMo四国 (放送エリア:四国地方)
- レオパレス21 (2002年)
- 花王 メリット (2017年）
- 東京都「人権週間キャンペーン」2020/12/4（金）〜12/10（木）

### PV
- 坂詰美紗子 「すぐそこにある恋」全3部作
  - 第1章・さよならもありがとうも言えない (シングル)
  - 第2章・運命のふたり (ミニアルバム)
  - 第3章・オンリーワン(アルバム「love note」収録)

### ラジオ
- オールナイトニッポン （ニッポン放送）
- 吉沢悠の@llnightnippon.com スペシャル（1999年5月、ニッポン放送）
- 吉沢悠のYOU&iLand（FM香川、FM徳島）
- SUPER STAR QR（文化放送） - 月曜日パーソナリティ。
- AMERICAN HOME DIRECT GIFT FOR HEART（2013年4月7日 - 2014年3月30日、J-WAVE）
- 岡田惠和 今宵、ロックバーで〜ドラマな人々の音楽談義〜　第373回（2022年8月14日、NHK-FM）[30]

ラジオドラマ
- 東貴博のヤンピース　BITTER SWEET CAFE 「忘れられない恋のうた 〜春風〜」（2007年3月26日 - 4月5日、ニッポン放送）
- 青春アドベンチャー（NHK-FM）
  - 「新・動物園物語」（2013年2月4日 - 15日）[31]
  - 「カモメに飛ぶことを教えた猫」（2015年3月16日 - 20日） - ゾルバ 役[32]
  - 「夜叉ヶ池で見つけた命」（2015年3月23日 - 27日） - Ｔ細胞 役[33]
  - 「ハリネズミの願い」（2018年2月19日 - 23日） - 動物たち 担当[34]
- 美男子劇場 「夢が如く」（2015年4月、全4回、JFN系列）
- サタデードラマハウス 「ロスト」（2018年2月 - 3月、全9回、JFN系列）[35]
- FMシアター 「みそひともじシンドローム」（2023年5月6日、NHK-FM） - 三原 役[36]